# Christen Kold

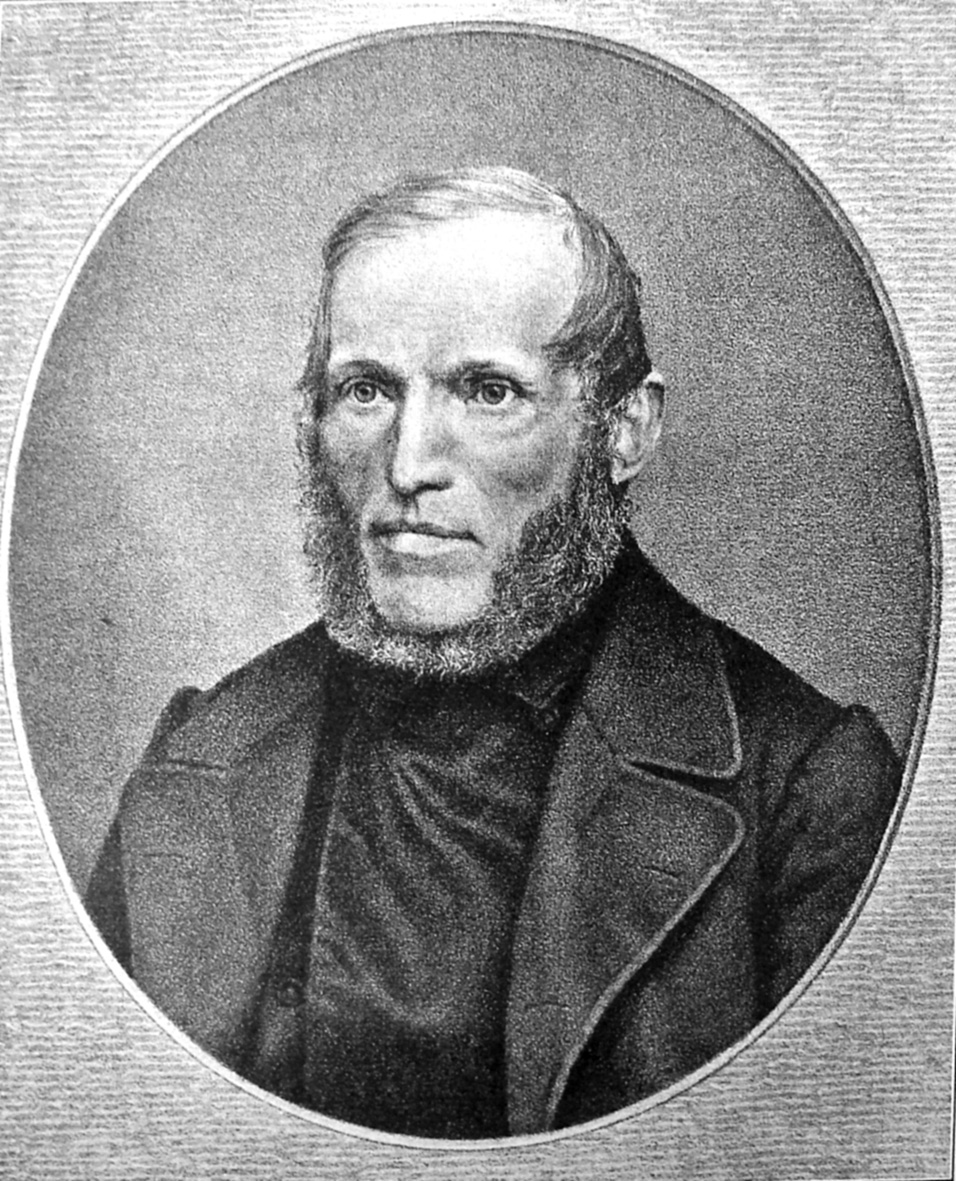
Christen Kold

Christen Mikkelsen Kold, född 29 mars 1816, död 6 april 1870, var en dansk folkhögskoleman.
Kold blev 1836 seminarist, var 1842-47 missionär i Smyrna, stiftade 1849 i Ryslinge på Fyn en "högre folkskola", flyttad först till Dalby, där Kold 1852 hade öppnat en privat småbarnsskola, och senare till Hjallese. Kurserna - från 1863 även avsedda för kvinnor . var korta med danska, historia och sång som huvudämnen. Djupt gripen av Grundtvig, förde Kold dennes skoltankar ut i livet. Hans erfarenhet och psyklogiska förståelse var större än hans kunskaper, och hans främsta begåvning låg inom den muntliga framställningskonstens område. Många andra högskolor tog Kold till mönster, och Kolde är skaparen av "friskolan" i Danmark, har påverka den högskolornas metodik och framdrev lagarna om privatskoleundervisning 1855 och 1864. Hans betydelse, särskilt för allmogen blev mycket stor.